# Débancarisation
La débancarisation, également nommée réduction des risques dans le secteur bancaire, est la fermeture des comptes bancaires de personnes ou d'organisations par des banques qui estiment que les titulaires de comptes représentent un risque financier, juridique, réglementaire ou de réputation pour la banque.
Des exemples en sont l'application des lois anti-corruption et anti-blanchiment d'argent, la fermeture des comptes bancaires des travailleuses du sexe  et des personnes considérées comme des personnes politiquement exposées .
La clôture des comptes s'effectue généralement sans indication de motif ni possibilité de recours. La débancarisation peut avoir de graves conséquences pour les individus, les coupant du reste de la société. Des critiques à l'égard de la débancarisation considèrent qu'il s'agissait d'une menace potentielle à la liberté d'expression.
Par extension, ce terme est parfois employé dans le sens de déplacer des investissements hors du système bancaire.

## Royaume-Uni
À la suite du scandale bancaire Nigel Farage Coutts, dans lequel Coutts & Co. a fermé le compte de Nigel Farage, le gouvernement britannique ouvre en 2023 une enquête sur les pratiques de débancarisation au sein du secteur bancaire britannique. La Financial Conduct Authority rapporte que les banques britanniques fermaient près d'un millier de comptes quotidiennement, dont un peu plus de 343 000 en 2022, contre environ 45 000 en 2017.
En septembre 2023, la FCA annonce avoir constaté que les banques ne fermaient pas les comptes de leurs clients pour des raisons politiques. Elle enquête sur quatre comptes qui auraient pu être fermés pour des motifs de cet ordre, mais affirme que la raison en était en réalité la manière dont les individus avaient agi à l'égard du personnel de ces établissements bancaires. Nigel Farage qualifie toutefois le résultat de « grotesque ».
Les accusations de débancarisation disproportionnée de musulmans britanniques donne également  lieu à l'appel à un examen politique minutieux. La communauté nigériane britannique aurait également été atteinte par ces pratiques. Alexandra Tolstoï, née à Poole, soupçonne que son compte aurait pu être fermé par NatWest en raison de son nom russe,. Baz Melia MBE accuse NatWest d'avoir poussé son entreprise à la fermeture en clôturant ses comptes et ceux de sa famille, ce qu'il soupçonne être dû à un lien avec un partenaire commercial basé en Arabie Saoudite. Des groupes d’entreprises britanniques ukrainiennes rapportent des exemples d’entreprises exclues de leurs activités bancaires pour des liens commerciaux avec l’Ukraine.

## États-Unis et Canada
De nombreux cas de banques américaines et canadiennes qui auraient abandonné leurs clients musulmans pour des motifs douteux ont été rapportés dans les médias . En réponse à la manifestation du convoi canadien de 2022, au moins 76 comptes bancaires liés aux manifestations totalisant 3,2 millions de dollars canadiens ont été gelés en vertu de la Loi sur les urgences.

## France
Certains clients de banques françaises, résidents dans des pays considérés par certains "à risque", rapportent des fermetures de comptes injustifiées.

## Articles liés
- Connaissez votre client
- Non bancarisé
- Sous-bancarisé